# Goenitz
Goenitz (レオポルド・ゲーニッツ Reoporudo Gēnittsu?, su nombre completo es Leopold Goenitz) es un personaje de videojuego que hizo su primera aparición en el juego de lucha de Neo Geo, The King of Fighters '96 como el último jefe, después de derrotar a Chizuru Kagura. Es uno de los Cuatro Reyes Celestiales de Orochi, con el poder de dominar el viento, su nombre completo como un rey celestial es Fuki Susabu Kaze no Gēnittsu (吹き荒ぶ風のゲーニッツ: Goenitz del Salvaje Viento Estridente).
Tiene una apariencia semejante a jafar de aladdin. Tributo de SNK debido a que SNK ya había creado juegos para Disney
El estilo de lucha de Goenitz es la aeroquinesis.

## Historia
Desde que Goenitz era joven, sabía de su deber como rey celestial y siempre tuvo la obsesión de resucitar a su Señor: Orochi. En un intento por llegar a este fin, se convirtió en un religioso misionero que viajaría a los lugares más desauciados. Cuando tenía 18 años, desafió a Rugal Bernstein, el cual fue derrotado y además arrancado su ojo derecho ( en las traducciones e imágenes aparece el ojo derecho; tengamos en cuenta que si está frente a nosotros,su lado derecho es nuestro lado izquierdo ). Como un reconocimiento, le concedió a su rival algo del poder de Orochi para ver si podía convertirse en un buen "huésped" que pudiera contener a la deidad. Goenitz finalmente asigna a Rugal de encontrar a otros dos Hakkeshu, Mature y Vice.
Mientras tanto, Goenitz realizó una visita a una aldea remota (supuestamente en Brasil) donde un miembro del Hakesshu, Gaidel, vivía. Para su sorpresa, Gaidel estaba viviendo una vida pacífica y no tenía ningún interés en la misión de su Señor. En respuesta, Goenitz ocasionó un Disturbio de Sangre a la hija de Gaidel, Leona Heidern, lo que provocó que Leona asesinara a su padre, familia y toda su aldea. Satisfecho con los resultados, Goenitz le sella sus recuerdos a Leona y siguió buscando formas de acelerar la resurrección de su Dios. Se dio cuenta de que el sello que contenía a Orochi era demasiado fuerte, por lo que realizó una visita a la casa del clan japonés Yata (mejor conocidos como los Kagura), donde asesinó a la actual jefa del clan, Maki Kagura, para romper el poder del sello.
En algún momento después del torneo de KOF'95, también decidió hacer un seguimiento de los Tres Tesoros Sagrados (Kyo Kusanagi, Iori Yagami y Chizuru Kagura) que 1800 años atrás Orochi fue derrotado por los 3 clanes de los actuales miembros. Puesto que él había juzgado previamente que Chizuru y sus superiores, y de que Vice estuviera vigilante ante Iori, Goenitz decidió probar personalmente la fuerza de Kyo. Más tarde, se interrumpe el torneo de 1996 y el fin último de los Tres Tesoros Sagrados de una vez. En los eventos finales del torneo él es derrotado por Kyo con la ayuda de Iori y Chizuru. Acto seguido, Goenitz muere tras el torneo por falta de viento, por lo que Kyo resulta campeón del torneo.
Según la adaptación de manga de KOF XIV titulada The King of Fighters: A New Beginning , se confirma que Goenitz es una de las almas dentro de Verse.